# Minolta 110 Zoom SLR

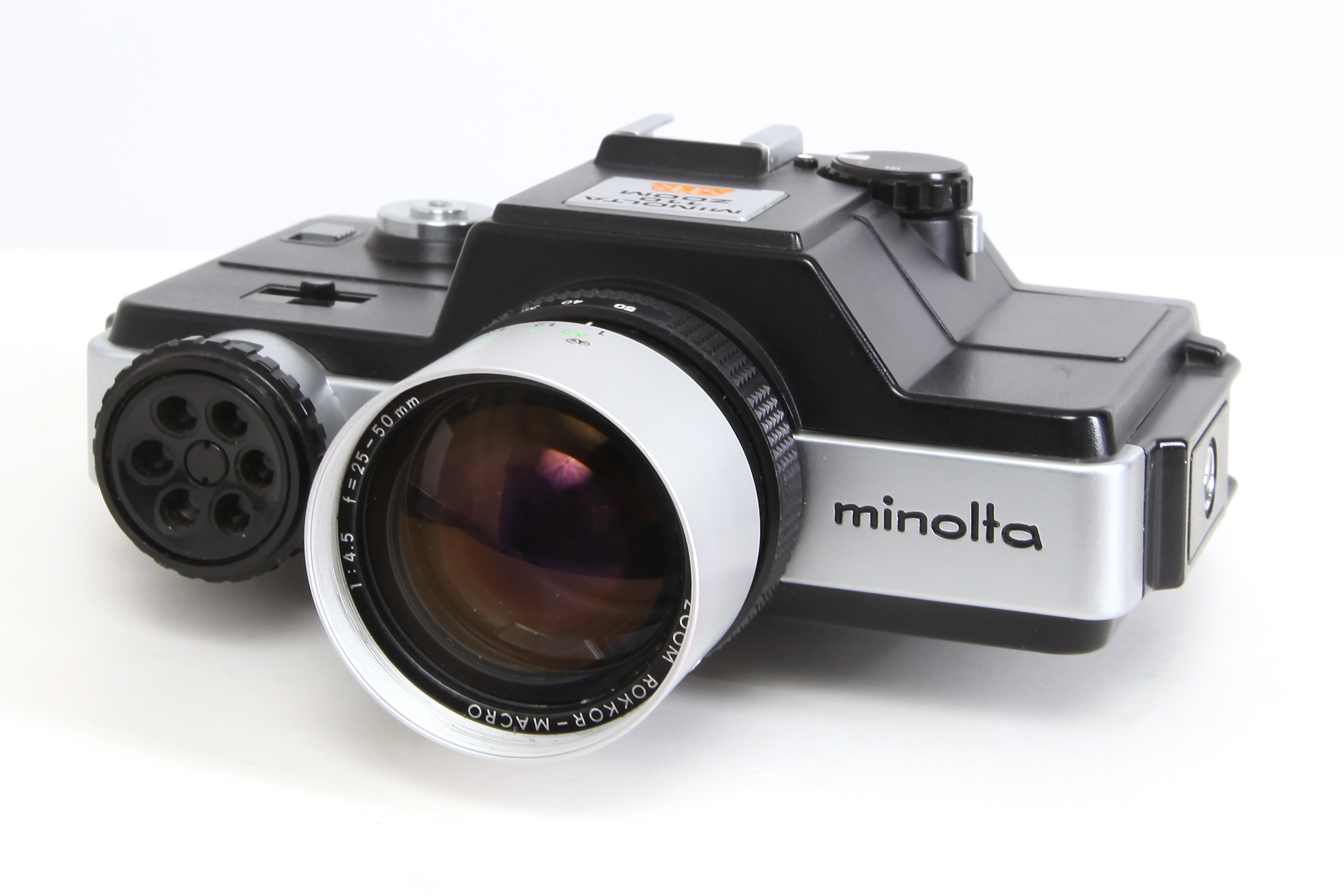
Minolta 110 Zoom SLR

Die Minolta 110 Zoom SLR ist eine analoge Spiegelreflexkamera des japanischen Kameraherstellers Minolta. Die zwischen 1976 und 1979 gebaute Kamera war die weltweit erste Spiegelreflexkamera für den Pocket-Kassettenfilm.

## Daten

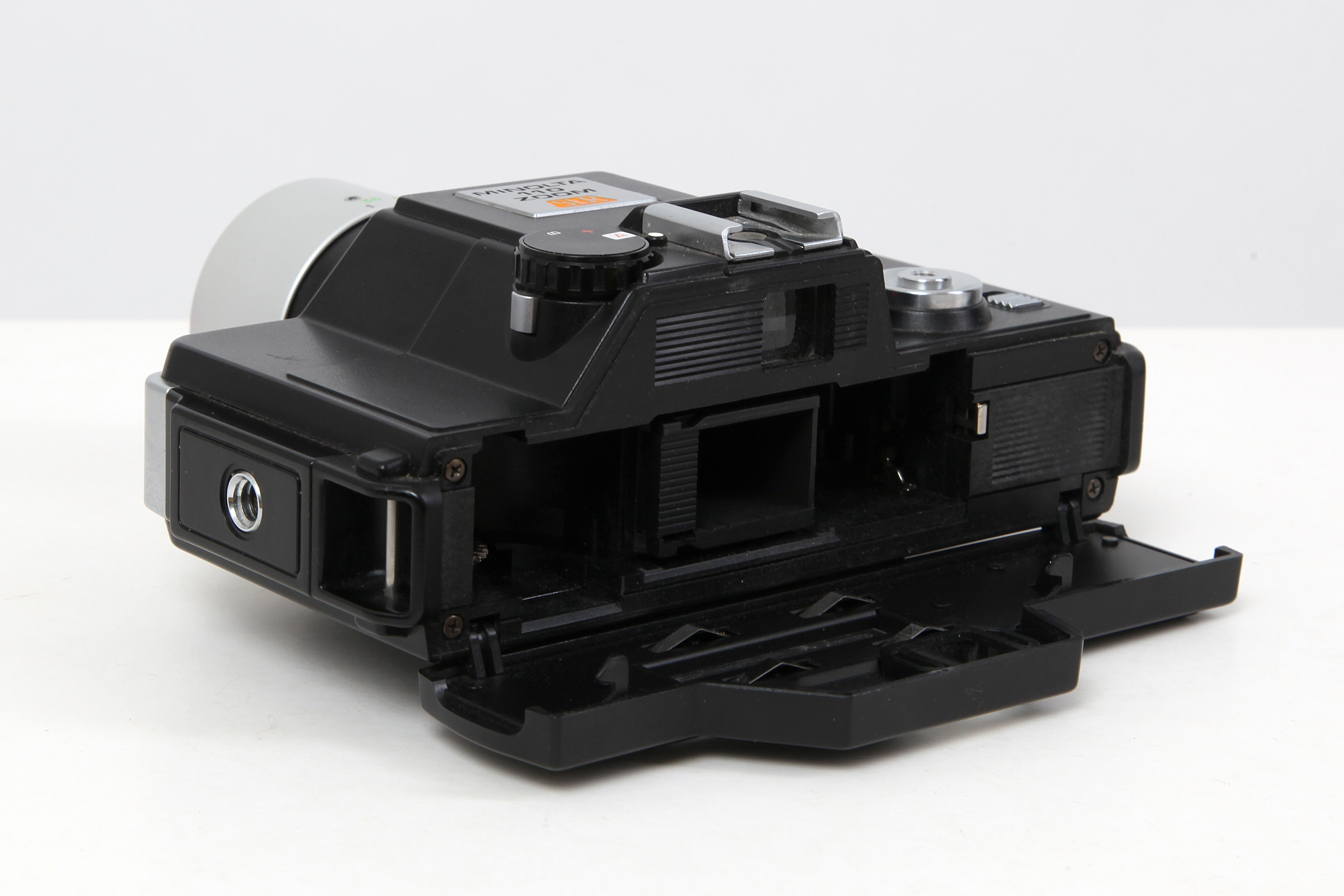
Rückseite, geöffnet

Die 110 Zoom SLR ist eine einäugige Spiegelreflexkamera. Sie misst ca. 53,5 × 108 × 132 Millimeter und wiegt etwa 430 Gramm. Das fest verbaute Rokkor-Macro-Objektiv beinhaltet 10 freistehende Linsen, dazu kommt eine zusätzlich einschwenkbare Nahlinse. Der Zoombereich geht von 25 bis 50 mm bei einer Blendenzahl von 4,5. Die Kamera hat eine Zeitautomatik zur Steuerung der Belichtung, diese liegt zwischen  1/1000 und 10 Sekunden. Über- und Unterbelichtungen werden mittels LED im Sucher angezeigt. Der Sucher selbst ist ein Porroprismensucher mit einem Mikroprismenraster. Blende und Belichtungskorrektur können zusätzlich manuell an der Kamera eingestellt werden. Außerdem kann eine Langzeitbelichtung angewählt werden. Auf der Oberseite der Kamera befindet sich ein Blitzschuh zur Blitzsynchronisation. Zur Stromversorgung der Kamera werden zwei Knopfzellen benötigt.

## Geschichte
Im Jahr 1972 brachte Kodak den Pocketfilm auf den Markt, um auf den Erfolg des Instamatic-Systems aus eigenem Hause aufzubauen. Das Konzept wurde sehr erfolgreich, in der zweiten Hälfte der 1970er Jahre verzeichneten Pocketkameras einen Marktanteil von etwa 40 Prozent. Minolta brachte 1976 mit der 110 Zoom SLR die erste vollwertige Spiegelreflexkamera der Welt für diesen Filmtyp auf den Markt. Vorgestellt wurde die Kamera auf der Photokina 1976 in Köln. Das auffälligste Merkmal dieser Kamera war ihr futuristisch anmutendes Design, welches sich von herkömmlichen Spiegelreflexkameras erheblich unterschied. Aufgrund der flachen Form und der dadurch bedingten Halteweise, die an das Essen eines Hamburgers erinnerte, erhielt die 110 Zoom SLR den Spitznamen „Burgerkamera“.
Im Jahr 1978 brachte Pentax als zweiter Hersteller mit der Pentax Auto 110 eine weitere Spiegelreflexkamera für den Pocketfilm auf den Markt. Deren Design war, im Gegenteil zur 110 Zoom SLR, an klassische Spiegelreflexkameras angelehnt, außerdem verfügte sie über Wechselobjektive.
Minolta veröffentlichte 1979 den Nachfolger der 110 Zoom SLR, die Minolta 110 Zoom SLR Mark II. Mit dem Nachfolgemodell verwarf Minolta das extravagante Design, die neue Kamera sah, ebenso wie das Modell von Pentax, wie eine verkleinerte „klassische“ Spiegelreflexkamera aus.